# لایین دییرس
لایین دییرس (هلندی: Lien Deyers; ۵ نوامبر ۱۹۰۹ – after March 1982) هنرپیشه، و بازیگر سینما اهل هلند بود.
از فیلم‌ها یا برنامه‌های تلویزیونی که وی در آن نقش داشته‌است می‌توان به جاسوس، طلا، و شماره ۱۷ اشاره کرد.